# Beastie

Representación gráfica libre creada por Poul-Henning Kamp

Beastie (BSD Daemon) es el nombre del demonio de BSD. Esta mascota fue creada para adornar las cubiertas de los manuales de BSD. Ha habido una gran variedad de dibujos del demonio desde su creación, muchas de la cual se pueden encontrar en la página de la historia del demonio de BSD de Kirk McKusick. Kirk es el dueño del copyright del demonio.
Se dice que uno de los peores enemigos de Beastie es Tux (La mascota de Linux), debido a la rivalidad de sus sistemas operativos; también se pueden encontrar diversas imágenes que comprueban esta rivalidad.

## Beastie en imagenASCII
En FreeBSD versión 5.x aparece esta imagen de Beastie en el menú de arranque, aunque todavía pueda ser puesto como la imagen de arranque en versiones posteriores. También es usado en el protector de pantalla "daemon_saver": 
```
                ,        ,         
               /(        )`        
               \ \___   / |        
               /- 
_
  `-/  '        
              (
/\/ \
 \   /\        
              
/ /   |
 `    \       
              
O O
   
)
 /    |       
              
`-^--'
`<     '       
             (_.)  _  )   /        
              `.___/`    /         
                `-----' /          

   <----.
     __ / __   \          

   <----|====
O)))
==
) \) /
====|
      

   <----'
    `--' `.__,' \         
                |        |         
                 \       /       /\

            ______
( (_  / \______/
 

          ,'  ,-----'   |          
          `--
{__________)          
```